# 褐毛杜英
褐毛杜英（学名：Elaeocarpus duclouxii）为杜英科杜英属下的一个种。

## 扩展阅读
- 維基物種上的相關：褐毛杜英